# Physocephala madagascariensis
Physocephala madagascariensis är en tvåvingeart som beskrevs av Krober 1915. Physocephala madagascariensis ingår i släktet Physocephala och familjen stekelflugor.
Artens utbredningsområde är Madagaskar. Inga underarter finns listade i Catalogue of Life.